# 拉普兰应用科学大学

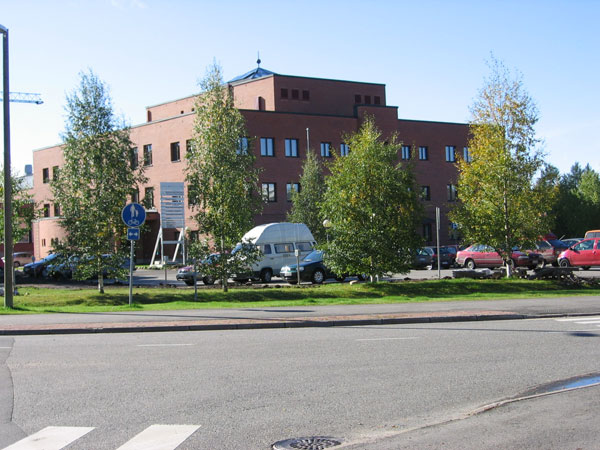
位于罗瓦涅米的教学楼

拉普兰应用科学大学（芬蘭語：Lapin ammattikorkeakoulu），是芬兰的一所应用科学大学。该大学由芬兰教育文化部监督及认证。校区位于芬兰凯米、托尔尼奥、罗瓦涅米。大学成立于2014年，由凯米-托尔尼奥应用科学大学和罗瓦涅米应用科学大学合并而成。2014年初学生数量约为5500人，教职工560人。
拉普兰应用科学大学和拉普蘭大學组成为拉普兰高校集团。